# Берг, Константин Фёдорович
Константин Фёдорович Берг (наст. фам. Келлер; 1824—1881) — русский актёр.

## Биография
Родился в 1824 году.
Работал в различных провинциальных театрах Пензы, Харькова, Одессы, Астрахани, Орла, и др. В 1872 году как один из наиболее популярных провинциальных артистов был приглашён А. Ф. Федотовым на ведущие роли в труппу Народного театра на Политехнической выставке в Москве. Обладая большим сценическим темпераментом и юмором, исполнял преимущественно комедийные роли: Кочкарёв, Собакевич («Женитьба», «Мёртвые души»), Городничий; Подхалюзин, Гордей Торцов («Свои люди — сочтёмся», «Бедность не порок»), Репетилов («Горе от ума») и др. C 1873 по 1881 год состоял в труппе Малого театра.
Умер 12 (24) февраля 1881 года. Похоронен на Ваганьковском кладбище.